# Warriors (Imagine Dragons)
Warriors è un singolo del gruppo musicale statunitense Imagine Dragons, pubblicato il 17 settembre 2014.
Il brano è stato realizzato in collaborazione con Riot Games per essere utilizzato nel trailer ufficiale del campionato mondiale del 2014 di League of Legends. È stato inoltre utilizzato come tema principale del Campionato mondiale femminile di calcio 2015 e incluso nella colonna sonora del film del 2015 The Divergent Series: Insurgent e della serie televisiva k-drama del 2020 Sweet Home.

## Tracce
Testi e musiche degli Imagine Dragons, Alex da Kid e Josh Mosser.
1. Warriors – 2:51

## Classifiche
| Classifica (2014)          | Posizione massima |
| -------------------------- | ----------------- |
| Austria                    | 56                |
| Bulgaria                   | 16                |
| Canada                     | 60                |
| Francia                    | 48                |
| Germania                   | 58                |
| Irlanda                    | 80                |
| Italia                     | 79                |
| Norvegia                   | 27                |
| Portogallo                 | 17                |
| Stati Uniti                | 128               |
| Stati Uniti (rock)         | 10                |
| Stati Uniti (rock digital) | 6                 |
| Svezia                     | 7                 |

### Classifiche di fine anno
| Classifica (2014)  | Posizione |
| ------------------ | --------- |
| Stati Uniti (rock) | 68        |